# Reed Larson
Reed David Larson (* 30. Juli 1956 in Minneapolis, Minnesota) ist ein ehemaliger  US-amerikanischer Eishockeyspieler, der im Verlauf seiner aktiven Karriere zwischen 1974 und 1995 unter anderem 936 Spiele für die Detroit Red Wings, Boston Bruins, Edmonton Oilers, New York Islanders, Minnesota North Stars und Buffalo Sabres in der National Hockey League (NHL) auf der Position des Verteidigers bestritten hat.

## Karriere
Reed Larson begann seine Karriere für die Eishockeymannschaft der Roosevelt High School aus Minneapolis und wurde von den Minnesota Fighting Saints im WHA Amateur Draft 1974 in der 14. Runde an Position 191 ausgewählt. Larson entschied sich aber vorerst gegen den Schritt in den Profibereich und ging an die University of Minnesota, wo er für das College-Team spielte. Gleich in seinem ersten Jahr zog er mit den Minnesota Gophers in das Finale der nationalen Universitätsmeisterschaft der NCAA ein, wo sie jedoch der Michigan Technological University unterlagen.
In der Saison 1975/76 kam es zur Revanche und diesmal ging Minnesota siegreich aus dem Finale hervor. Larson hatte sich in dem Jahr zum besten Verteidiger seiner Mannschaft entwickelt und war auch durch seine Fähigkeiten in der Offensive aufgefallen. Die Detroit Red Wings wählten ihn schließlich im NHL Amateur Draft 1976 in der zweiten Runde an Position 22 aus. Larson spielte die erste Hälfte der folgenden Saison noch für die Universitätsmannschaft, gab sein Profidebüt aber schließlich am 12. Februar 1977 in der National Hockey League, als er mit den Detroit Red Wings in seiner Heimatstadt auf die Minnesota North Stars traf. In der Saison 1977/78 spielte er seine erste komplette Saison in der NHL und hatte keine Probleme sich zu etablieren. Vor allem im Überzahlspiel war er gleich eine feste Stütze der Red Wings, wo er seinen harten Schlagschuss einsetzen konnte und die Spielzeit als drittbester Scorer der Mannschaft mit 60 Punkten aus 75 Spielen beendete. Damit stellte er gleichzeitig den NHL-Rekord für den Rookie-Verteidiger mit den meisten Scorerpunkten ein. In den folgenden Spielzeiten knüpfte er an diese Leistungen an. In neun Saisons für Detroit blieb er nur einmal unter der Marke von 60 Punkten, erzielte in fünf aufeinanderfolgenden Jahren jeweils mehr als 20 Tore und hatte 1982/83 seine beste Saison mit 74 Scorerpunkten. Drei Mal wurde er deshalb zum NHL All-Star Game eingeladen, ein Erfolg mit der Mannschaft blieb allerdings aus, da die Red Wings mit Larson nur drei Mal die Playoffs erreichten. 
Während der Saison 1985/86 transferierten ihn die Detroit Red Wings zu den Boston Bruins. Larson war zum Zeitpunkt seines Abschieds aus Detroit Rekordhalter als punktbester Verteidiger in der Geschichte des Franchise. In Boston kam Larson, auch bedingt durch Verletzungen, nicht mehr an die Leistungen aus den vorherigen Jahren heran. 1988 erreichte er mit den Bruins das Finale um den Stanley Cup, wo sie jedoch verloren und er verließ die Mannschaft nur wenige Wochen später. Larson erhielt daraufhin einen Vertrag bei den Edmonton Oilers, die ihn jedoch schon nach zehn Spieler wieder entließen und er wechselte im Dezember 1988 zu den New York Islanders. Doch nach drei Monaten war auch seine Zeit bei den Islanders zu Ende, die ihn an die Minnesota North Stars abgaben, wo er schließlich die Saison beendete. Für alle drei Teams zusammen kam er in 54 Spielen auf 38 Punkte. Trotzdem erhielt er vorerst keinen Vertrag mehr in der NHL.
Im Sommer 1989 ging Larson nach Europa, wo er beim HC Alleghe in der italienischen Serie A spielte. Im Frühjahr 1990 kehrte er nach Nordamerika zurück, wo ihm die Buffalo Sabres einen Vertrag bis zum Saisonende gaben, er kam jedoch nur in einem Spiel zum Einsatz. Die nächsten vier Jahre verbrachte Larson wieder in Italien und spielte dort für Alleghe, HC Milano Saima und HC Courmaosta, die er auch gleichzeitig als Trainer betreute. In der Saison 1994/95 gab er noch einmal ein Comeback in Nordamerika, als er neun Spiele für die Minnesota Moose aus der zweitklassigen International Hockey League absolvierte. Danach beendete er schließlich seine Karriere.
Im Jahr 1996 wurde Reed Larson in die United States Hockey Hall of Fame aufgenommen und erhielt 2006 die Lester Patrick Trophy für seine Verdienste um den Eishockeysport in den Vereinigten Staaten.

### International
Reed Larson nahm mit dem US-amerikanischen Nationalteam an zwei internationalen Turnieren teil. Bei der Weltmeisterschaft 1981 erreichte er mit dem US-Team den fünften Platz und spielte wenige Monate später beim Canada Cup 1981 ein weiteres Mal im Trikot seines Heimatlandes.
In insgesamt 13 Länderspielen erzielte er sechs Tore und bereitete zwei weitere Treffer vor.

## Erfolge und Auszeichnungen
| - 1975 NCAA Tournament First All-Star Team - 1976 NCAA-Division-I-Championship mit der University of Minnesota - 1976 WCHA First All-Star Team - 1978 Teilnahme am NHL All-Star Game | - 1980 Teilnahme am NHL All-Star Game - 1981 Teilnahme am NHL All-Star Game - 1995 Aufnahme in die United States Hockey Hall of Fame - 2006 Lester Patrick Trophy |

## Rekorde und Meilensteine
Reed Larson stellte im Laufe seiner Karriere mehrere Rekorde auf, die allerdings größtenteils keinen Bestand mehr haben. Er stellte Bestmarken für die meisten Tore, Vorlagen und Punkte aller in den Vereinigten Staaten geborenen Spieler auf. Zudem führte er die Bestenliste der Verteidiger der Detroit Red Wings mit 570 Scorerpunkten an und setzte in der Saison 1982/83 Franchiserekorde mit 52 Assists und 74 Punkten durch einen Verteidiger. All diese Rekorde wurden bereits von anderen Spielern überboten.
Larson ist aber weiterhin Rekordhalter bei den Detroit Red Wings als Verteidiger mit den meisten Toren in einer Saison, als ihm in der Saison 1980/81 27 Treffer gelangen sowie als Rookie-Verteidiger mit den meisten Toren und Punkten, wobei er sich den Punkterekord mittlerweile mit Nicklas Lidström teilt, der ebenfalls 60-mal in seiner Debütsaison punkten konnte.